# Castel Weildegg
Castel Weildegg (in tedesco Schloss Weildegg) si trova a Würmlach, frazione del comune austriaco di Kötschach-Mauthen nel Distretto di Hermagor appartenente al Land della Carinzia e la sua storia inizia nel XVI secolo.

## Storia

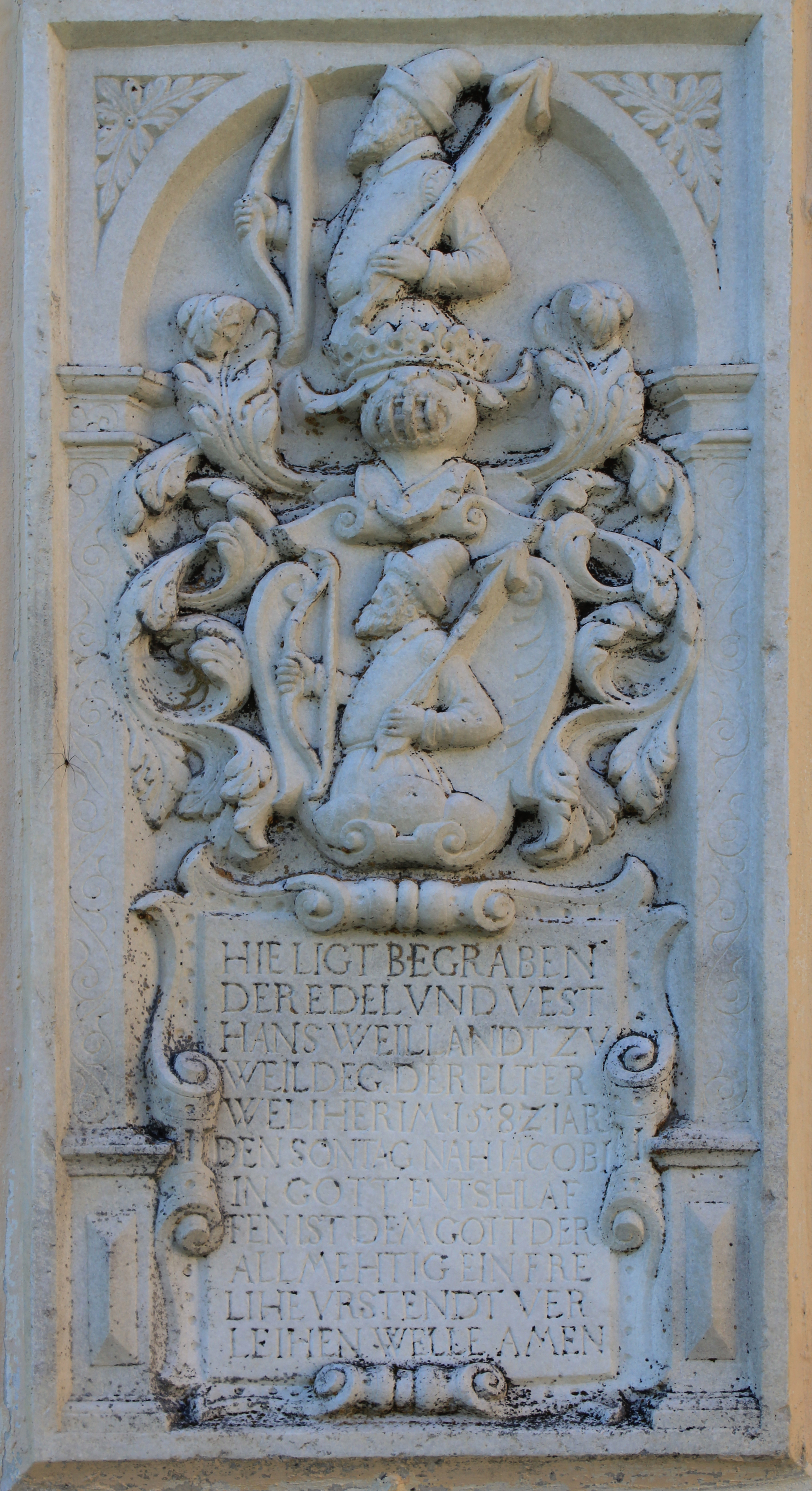
Lapide che ricorda Hans Weiland zu Weildegg conservata nella chiesa parrocchiale di Würmlach

Il nome del castello è legato alla famiglia Weiland che visse a Villach intorno alla metà del XVI secolo. Hans Weiland il Vecchio era commerciante e consigliere a Villach nel 1549 divenuto ricco grazie alle sue attività nelle miniere di Bleiburg. Nel 1569 ristrutturò l'edificio presente nella sua tenuta a Würmlach dandogli l'aspetto di un piccolo castello e lo chiamò Weildegg. Hans Weiland mise parte della sua ricchezza, sotto forma di prestiti, a disposizione dell'arciduca Carlo II d'Austria, che era stato finanziariamente indebolito dalle guerre turche e questo gli valse l'elevazione alla nobiltà da parte dell'arciduca Carlo. Da quel momento la sua famiglia poté fregiarsi dell'appellativo zu Weildegg. Hans Weiland morì il 29 luglio 1582 e venne sepolto nella chiesa parrocchiale di Würmlach dove è ancora visibile la sua lapide. Ebbe due figli, Wandula e Hans. Wandula sposò nel 1577 il consigliere e giudice cittadino di Völkermarkt Leonhart Umfahrer zum Kürhof. Hans ebbe due figlie, Cordula e Maria, e la prima fu l'erede delle vaste tenute e del castello. Nel 1605 Cordula sposò Salvator Schönegger vom Steinfeld e nel 1618, in seconde nozze, il mercante di Villach Max von Egg zum Gallmaystein. Nel 1630 la proprietà passò di mano e nel XVII secolo si succedettero Maximilian von Jabornig, Andreas Kulmer zu Rosenpichl e poi Erasmus Lang, che mantenne il castello dal 1659 al 1669. Maria von Fromiller, consorte di Erasmus Lang, cedette la proprietà a David von Fromiller nel 1670. Dal 1673 al 1700 il castello appartenne al Freiherr Franz  von Aschau e a suo figlio Franz-Andreas. Il successivo signore del castello dal 1773 fu Johann-Anton Gängl von Ehrenwert, un esattore delle tasse nel Gailtal che per motivi finanziari dovette vendere il castello a Gottfried von Fleckenigg nel 1793. Anche Gottfried von Fleckenigg fu costretto dai debiti a vendere il castello, nel 1806, al giudice di Mauthen, Josef Hanser. Nel 1818 la proprietà passò a Philipp Turner di Würmlach quindi, attraverso il matrimonio e l'adozione, passò alla famiglia Pichler, che mantenne il castello fino alla seconda metà del XX secolo. Il castello appartiene alla famiglia Aichwalder, alcune camere vengono affittate come appartamenti per le vacanze in estate e l'edificio è occasionalmente disponibile per eventi culturali.

## Descrizione

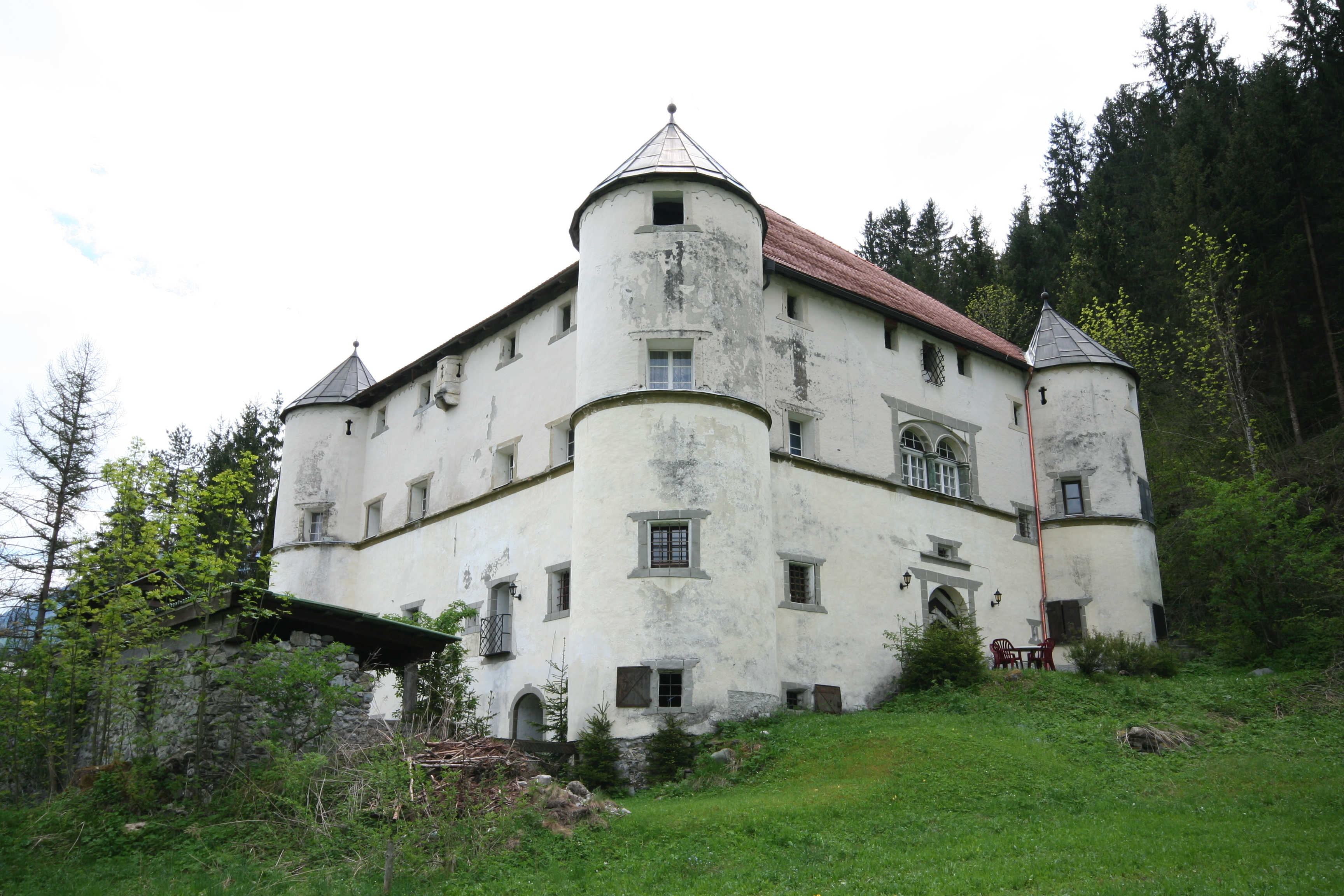
Castel Weildegg

Castel Weildegg si trova nel villaggio di Würmlach, accanto alla chiesa parrocchiale, nel comune di Kötschach-Mauthen nel Distretto di Hermagor appartenente al Land della Carinzia. Si tratta di una tipica residenza carinziana rinascimentale del XVI secolo, è un edificio quadrato simile a una fortezza, da tre a quattro piani, con quattro torri angolari circolari e un tetto a tenda che in origine era con scandole di legno. Il piano del sottotetto ha finestre che sembrano progettate per la difesa e sulla facciata est si trova l'ingresso principale. L'edificio è in muratura e in pietra di cava intonacata. I due piani superiori sono separati dal piano terra da un cornicione a perline, che comprende anche le torri. Sopra i portali occidentale e orientale con archi ribassati si aprono grandi finestre a bifora con colonna centrale tuscanica e incorniciate da lesene. Le altre finestre sono molto più piccole e quasi quadrate. Tutte le finestre e le porte hanno cornici grigie simili a graffiti che imitano un rivestimento in pietra. Sulla facciata principale è ben conservata una caditoia a tre lati sopra le finestre centrali. Le due doppie finestre che portano luce al piano superiore appartengono alla Sala dei Cavalieri, con volta, decorata con gli stemmi dipinti delle famiglie Kulmer e Gaengel-Ehrenwert e risalgono al 1648. Il castello è proprietà privata e non è possibile la visita all'interno.

### Bene architettonico tutelato
Castel Weildegg è stato posto sotto tutela dei monumenti da parte della Repubblica austriaca col numero 20466.